# Nerio Bernardi
Nerio Bernardi (eigentlich Nerino Bernardi, * 23. Juli 1899 in Bologna; † 12. Januar 1971 in Rom) war ein italienischer Schauspieler, Schauspiellehrer und Synchronsprecher.

## Leben
Bernardi begann zunächst ein Studium der Medizin und Mathematik, wandte sich dann jedoch dem Film zu, als er der in seiner Heimatstadt neugegründeten Produktionsgesellschaft „Felsina Film“ die Zusage für zwei Filme gab. Nach deren Veröffentlichung war er als neuentdeckter „jugendlicher Liebhaber“ gefragt und drehte bis 1922 viele weitere Filme. Dann gab er im Teatro degli Italiani unter der Regie von Lucio D'Ambra sein Bühnendebüt. In den Folgejahren spielte er auf zahlreichen italienischen Bühnen und arbeitete mit berühmten Regisseuren wie Max Reinhardt (u. a. 1935 bei einer Inszenierung von William Shakespeares Kaufmann von Venedig), Luchino Visconti und Pier Paolo Pasolini und neben den weiblichen Stars seiner Zeit, so mit Alda Borelli, Andreina Rossi und Tatjana Pawlowa.
1934 nahm Bernardi seine Filmengagements wieder auf. In seiner über 50 Jahre umspannenden Filmkarriere verkörperte der Charakterdarsteller Bernardi oft mythologische Figuren und historische Persönlichkeiten wie Agamemnon ( Adamo ed Eva sowie Der Kampf um Troja), Alexander Graham Bell (Antonio Meucci, Regie: Enrico Guazzoni), David (The Shepherd King), Cicero (Julius Cäsar, Tyrann von Rom), Belisar (Theodora, Kaiserin von Byzanz), und Kardinal Richelieu (Zorro und die drei Musketiere). Er spielte neben internationalen Stars wie Gérard Philipe (Fanfan der Husar, Die Kartause von Parma), Simone Signoret (Thérèse Raquin nach Émile Zola) und Fernandel (Mamsell Nitouche).

## Synchronisation
Bei Ausbruch des Zweiten Weltkriegs hielt sich Bernardi wegen Dreharbeiten in Spanien auf. Wie andere italienische Kollegen (u. a. Emilio Cigoli) blieb er zunächst dort und arbeitete vermehrt als Synchronsprecher. Auch nach seiner Rückkehr nach Italien blieb er dieser Tätigkeit treu und lieh seine tiefe und intensive Stimme u. a. Cedric Hardwicke (Cocktail für eine Leiche), Basil Rathbone (Im Zeichen des Zorro), George Sanders (Abenteuer in der Südsee), Donald Crisp (So grün war mein Tal) und Henry Travers (Im Schatten des Zweifels).
Darüber hinaus war Bernardi ab 1952 als Lehrer an der Schauspielschule Silvio D'Amico in Rom tätig.

## Filmografie (Auswahl)
- 1919: L'eredità di Ciano
- 1923: The Shepherd King
- 1937: Il Corsaro nero
- 1940: Verlassen (Abbandono)
- 1940: Antonio Meucci
- 1942: Zum Schwarzen Panther (La pantera nera)
- 1948: Mare Nostrum
- 1948: Die Kartause von Parma (La Chartreuse de Parme)
- 1949: Adamo ed Eva
- 1949: Millionenraub im Sportpalast (Drame au Vel'd'Hiv')
- 1950: Der Pakt mit dem Teufel (La Beauté du diable)
- 1951: Wunder einer Stimme – Enrico Caruso (Enrico Caruso – Leggenda di una voce)
- 1952: Fanfan der Husar (Fanfan la tulipe)
- 1953: Thérèse Raquin – Du sollst nicht ehebrechen (Thérèse Raquin)
- 1954: Totò all'inferno
- 1954: Liebe, Frauen und Soldaten (Destinées)
- 1954: Theodora, Kaiserin von Byzanz (Teodora, imperatrice di Bisanzio)
- 1954: Torpedomänner greifen an (Siluri umani)
- 1954: Mamsell Nitouche (Mam'zelle Nitouche)
- 1956: Die Kavaliere vom schwarzen Schwert (Il cavaliere dalla spada nera)
- 1957: … und vergib mir meine Schuld (Ascoltami)
- 1957: Liane, die weiße Sklavin
- 1959: Der Rebell von Samara (Il Vendicatore)
- 1959: Wolgaschiffer (I battellieri del Volga)
- 1959: Caltiki – Rätsel des Grauens (Caltiki il mostro immortale)
- 1960: Die lange Nacht von 43 (La lunga notte del '43)
- 1960: Nur die Sonne war Zeuge (Plein soleil)
- 1960: Theseus, Held von Hellas (Teseo contro il minotauro)
- 1960: Rasputin, der Dämon von Petersburg (L'ultimo zar)
- 1961: Die Bacchantinnen (Le baccanti)
- 1961: Der furchtlose Rebell (Vanina Vanini)
- 1961: Herkules, der Held von Karthago (La vendetta di Ursus)
- 1961: Der Kampf um Troja (La guerra di Troia)
- 1962: Aeneas, Held von Troja (La leggenda di Enea)
- 1962: Cleopatra, die nackte Königin (Una regina per Cesare)
- 1962: Zorros Heimkehr und Rache (Zorro alla corte di Spagna)
- 1963: Julius Cäsar, der Tyrann von Rom (Giulio Cesare, il conquistatore delle Gallie)
- 1963: Robin Hood in der Stadt des Todes (L’invincible cavaliere mascherato)
- 1963: Zorro und die drei Musketiere (Zorro e i tre moschettieri)
- 1964: Samson gegen die Korsaren des Teufels (Sansone contro il Corsaro nero)
- 1965: Die Rache des Ivanhoe (La rivincita di Ivanhoe)
- 1966: Der Lord mit der MP (Le Saint prend l’affût)
- 1966: Unser Mann in Rio (Se tutte le donne del mondo)
- 1967: Desperado – Der geheimnisvolle Rächer (Il magnifico texano)
- 1967: Wanted Johnny Texas
- 1970: Sandokan – Der Tiger von Malaysia (Le tigri di Mompracem)